# KT Tunstall
Kate Victoria Tunstall (Edimburgo, Escocia; 23 de junio de 1975), conocida artísticamente como KT Tunstall, es una cantautora y música  escocesa. Obtuvo atención por primera vez con una presentación en directo en 2004 de su canción "Black Horse and the Cherry Tree" en Later... with Jools Holland, y posteriormente también apareció en dos episodios de la serie de comedia This is Jinsy en Sky Atlantic.
En 2025, se estimó que las ventas récord acumuladas de Tunstall fueron de siete millones. Sus galardones incluyen un Premio Q, un Premio European Border Breakers, dos Premios Ivor Novello, un Premio al Vídeo Musical del Reino Unido y dos Premios BRIT a la Mejor Artista Femenina Británica y a la Mejor Artista Revelación Británica. Además, ha sido nominada  a un Premio Grammy, un Premio Mercury Music, un Premio World Music y un Premio Hollywood Music in Media.

## Biografía
KT nació en Edimburgo, Escocia, de madre de ascendencia chino-escocesa y padre irlandés. Nació en el Hospital General Occidental de Edimburgo y a los 18 días de edad, su madre la dio en adopción con una familia en St Andrews, Fife, Escocia. Nunca conoció a su padre biológico.
Su padre adoptivo, David Tunstall, era conferenciante (profesor no numerario o interino en España) de física en la Universidad de St. Andrews y su madre adoptiva, Rosemarie Tunstall, maestra de escuela primaria. Tiene un hermano mayor llamado Joe y otro menor, Daniel.
Tunstall creció en St. Andrews, Fife, asistiendo a la escuela primaria Lawhead, luego al Madras College en St. Andrews y al instituto de Dundee, pero pasó su último año de instituto en Estados Unidos en la Kent School, un internado selectivo en Kent (Connecticut). Pasó tiempo tocando en Church Street de Burlington (Vermont), y en una comuna rural de Vermont. Tunstall estudió en Royal Holloway, Universidad de Londres. Se graduó con una licenciatura en Artes en Arte Dramático y Música en 1996. Royal Holloway le otorgó un doctorado honoris causa en ciencias en 2011 por su trabajo en temas ambientales como música.
Desde 2003 KT sale con Luke Bullen, el batería de su banda. La pareja contrajo matrimonio el 6 de septiembre de 2008 en la isla de Skye

## Trayectoria
A los 20 años, tocaba en bandas musicales independientes como Elia Drew y Tomoko. Ella se enfocaba en escribir las canciones, igualmente en presentarse en vivo con miembros de Fence Collective. Tunstall había vivido con Gordon Anderson (The Beta Band, y The Aliens), de quien se trata la canción "Funnyman", de su segundo álbum Drastic Fantastic. Fue de gira con la banda de música klezmer Oi Va Voi, y se quedó con ellos mientras estaban haciendo su álbum, Laughter Through Tears.
El sello británico Relentless Records le hizo una oferta independiente. Sin embargo, Tunstall había decidido firmar con una reconocida disquera estadounidense, y al principio rechazó la oferta. Pero cuando el contrato no se firmó, decidió firmar con Relentless. Aunque reconoció el potencial en la calidad de su voz y sus canciones, hasta este punto, la evaluación del cofundador de Relentless, Shabs Jobanputra, era que ella "no estaba lista todavía", y entonces, junto con el representante de Tunstall, Jobanputra discutió "el proceso de cómo vimos como ella surgía y cómo podríamos trabajar, de por qué pensamos que sus canciones eran muy buena, de por qué pensamos que ella era muy buena, y por qué podría funcionar si nos tomábamos el tiempo suficiente." Después de firmar, mucho tiempo había pasado para el desarrollo de ciertas canciones y pulir a Tunstall a través de presentaciones en vivo antes de que ella estuviera lista para lanzarse.

### 2004-2007:Eye to the TelescopeyAcoustic Extravaganza
Su disco debut,Eye to the Telescope, se lanzó a finales del 2004.
La primera aparición notable de Tunstall fue en una presentación en solitario de su canción de blues-folk Black Horse and the Cherry Tree en el programa Later... with Jools Holland. La presentación fue notable y ella tenía solo 24 horas para prepararse después de que la programada presentación de Nas se canceló. Ella se presentó como una banda de una sola persona usando una guitarra, una pandereta, y un pedal de loop y fue la más votada en una encuesta post-show de ese episodio en el sitio web del programa.
Después de su aparición, Eye to the Telescope fue relanzado y estuvo en los lugares más altos en el ranking británico, llegando hasta el n.º 3 (en su primer lanzamiento había entrado en el n.º 73); fue nominado al Premio Mercury Music 2005. Fue lanzado en los Estados Unidos el 7 de febrero de 2006. "Black Horse and the Cherry Tree" fue uno de los sencillos más exitosos y las canciones más tocadas por las radios del 2005 en el Reino Unido. En el ranking de sencillos de UK, el sencillo alcanzó el n.º 28 y en el US Billboard Hot 100, alcanzó el n.º 20.
El siguiente sencillo del álbum en el Reino Unido fue "Other Side of the World" mientras que "Suddenly I See" fue lanzada en los Estados Unidos y fue usada en los créditos de apertura de la películaThe Devil Wars Prada, así como enUgly Betty. Los siguientes sencillos lanzados a partir del álbum fueron "Under the Weather" y "Another Place to Fall", que también tuvieron éxito.
Tunstall lanzó después un álbum acústico, en mayo de 2006, KT Tunstall's Acoustic Extravaganza, que incluía canciones inéditas escritas anteriormente por ella, así como b-sides y versiones acústicas de algunas de su primer disco. Al principio, el álbum sólo estaba disponible por su sitio web, a través de pedido por correo. Posteriormente, en octubre de 2006, fue lanzado de forma física. El salto norteamericano de Tunstall llegó cuando la concursante de American Idol Katharine McPhee la contactó para preguntarle si podía usar "Black Horse and the Cherry Tree" como elección para una semana dedicada a canciones de Billboard. Al mismo tiempo, la canción era el n.º 79 del ranking de Billboard. Tunstall no tuvo reparos en dar su opinión hacia programas como American Idol, diciendo "El principal problema que tengo es que todo está totalmente controlado. Siempre les dicen qué decir y cómo cantar." Ella decidió darle permiso ya que sentía que "nadie en ese programa le dijo a Katharine McPhee que cantara mi canción porque nadie la conocía". La creencia de Tunstall era correcta — la canción fue sugerida a McPhee por el autor y columnista de Billboard Fred Bronson. La canción inmediatamente saltó al n.º 23 en el ranking de Billboard a la semana siguiente de la presentación de McPhee.
Tunstall cantó con la banda escocesa Travis en su álbum de 2007The Boy with No Name, en la canción "Under the Moonlight", una canción escrita Susie Hug.

### 2007-2008:Drastic Fantastic
El segundo álbum de Tunstall,Drastic Fantastic, fue lanzado el 3 de septiembre de 2007 en Escocia, después fue lanzado el 10 de septiembre de 2007 en el Reino Unido y el 18 de septiembre de 2007 en los Estados Unidos. En su primera semana,Drastic Fantasticalcanzó el n.º 1 en el ranking de álbumes escoceses, el n.º 3 en el ranking británico, y el n.º 9 en el ranking americano. El primer sencillo del álbum, "Hold On", fue lanzado en el Reino Unido en agosto del 2007, debutando en el n.º 34 y alcanzando el n.º 21. La canción también tuvo mucho éxito en algunas naciones europeas, llegando al n.º 19 en Italia, el n.º 19 en Noruega, el n.º 26 en Suiza y el n.º 39 en Irlanda. El segundo sencillo del álbum, "Saving My Face", fue lanzado en diciembre de 2007. La canción no llegó al Top 40 de los UK Singles Charts, pero sí llegó al n.º 50, durando tres semanas. A pesar de no llegar al Top 40 en el Reino Unido, sí llegó al Top 40 en Italia, llegando al número 23 y en Suiza llegó al n.º 93. El tercer y último sencillo a nivel mundial, "If Only", fue lanzado en marzo del 2008, convirtiéndose en el segundo sencillo el álbum en no llegar al top 40 del Reino Unido, sino que llegó al n.º 45.
En los Estados Unidos, "Hold On" tuvo un éxito moderado llegando al n.º 95 en el US Billboard Pop Chart y el n.º 27 en el US Billboard Adult Top 40. Sin embargo, no pudo llegar a los principales Billboard Hot 100 charts, llegando al n.º 104 en el US Billboard Hot 100.Drastic Fantasticse convirtió en uno de sus mejores álbumes en los rankings hasta la fecha, alanzando el n.º 3 en los UK Album Charts, encabezando los Scottish Album Charts y llegar al top 10 en los US Billboard 200 Album Charts, llegando al n.º 9. Los últimos sencillos de Fantasic, "Saving My Face" y "If Only" tuvieron éxito moderado, llegando al n.º 50 y 45, respectivamente, en los UK Singles Charts.
Tunstall comentó que la fotografía de la portada del álbum tuvo influencias de la estrella de rock Suzi Quatro. El 5 de octubre de 2007, el departamento de descuentos de la cadena de tiendas Target, en asociación con NBC, lanzó un EP especial de Navidad de KT Tunstall en formato CD,Sounds of the Season: The KT Tunstall Holiday Collection. El 10 de diciembre de 2007, fue lanzado en Europa bajo el título de Have Yourself a Very KT Christmas.
En 2008, Tunstall grabó una canción para él álbumSongs for Survival, en apoyo de la organización internacional de los derechos de los indígenas Survival International. En un video para Survival International, ella habla de la música como una fuerza para el bien, y sobre lo que ella aprendió sobre la gente de las tribus en este proyecto. También discute sobre ciertos problemas respecto a nuestra cultura, como el consumismo y la avaricia, nuestra relación con la tierra y la importancia de los derechos de los indígenas en el mundo de hoy.
Tunstall también trabajó con Suzanne Vega en su álbum de 2007Beauty & Crime, cantando los coros en las canciones "Zephyr and I" y "Frank and Ava". En el libreto del álbum, Vega reveló que las dos nunca se conocieron durante el proceso de la creación del álbum.

### 2010-2011:Tiger Suit
El 11 de febrero de 2010, The Daily Record informó que Tunstall había grabado su nuevo álbum en el famoso estudio Hansa de Berlín. Ubicado cerca del antiguo emplazamiento del Muro de Berlín, el estudio fue usado para hacer álbumes legendarios incluyendo el álbum de David BowieHeroesy el de U2Achtung Baby. Tunstall dijo, "Tuve unas increíbles tres semanas grabando en Hansa en Berlín en enero y estoy terminándolo en Londres." Su tercer álbum, tituladoTiger Suit, se lanzó en el Reino Unido el 27 de septiembre de 2010 y en los Estados Unidos el 5 de abril de 2010.
Tunstall dijo que el título del álbum está inspirado en un sueño recurrente que ella tenía, antes de descubrir que el año 2010 era el Año Chino del Tigre. En el sueño, ella está con su hermano menor, viendo un tigre en el jardín de su casa y sale hacia afuera para acariciarlo. Ella regresa al interior de su casa, inundada por el miedo de que el tigre pudo haberla matado. A través de los años, se le ha ocurrido que la razón por la que el tigre responde de forma apasionada es que ella está disfrazada de tigre, llevando puesto un traje de tigre. Ella dijo que mientras escribía y grababa el álbum, encontró un nuevo sonido al cual llamó "techno nartural", que mezcla instrumentación orgánica con texturas bailables y electrónicas, tal cual Björk ha estado haciendo desde 1993. En una presentación en London, Tunstall ofreció una descripción poco común de las canciones de su tercer álbum: "Como Eddie Cochran trabajando con Leftfield".
El primer sencillo del álbum fue "Fade Like a Shadow" en los Estados Unidos y "(Still a) Weirdo" en el Reino Unido. Estos sencillos fueron lanzado antes del álbum.
Tunstall también ha sido panelista del programa musical de comedia de BBC TwoNever Mind the Buzzcocks, primero en el episodio 8 de la temporada 21 (2008), y en el episodio 10 de la temporada 24 (2012).
Tunstall lanzó un EP totalmente acústico el día 1 de mayo de 2011, tituladoThe Scarlet Tulip EP, el cual grabó en su propio estudio de energía solar en su casa en el campo de Berkshire, compuesto de canciones que ella escribió mientras grababaTiger Suity que no fue posible incluirlas en el disco. En las canciones del EP, Tunstall se acompaña únicamente de guitarra acústica, a excepción de "Shanty of the Whale", la cual canta a capella.

### 2012-2013:Invisible Empire // Crescent Moon, problemas personales y carrera musical para películas
El 20 de marzo de 2013, Tunstall anunció que su cuarto álbum se titularíaInvisible Empire // Crescent Moon, el cual se consideró el mejor por muchas críticas y el más melancólico hasta la fecha. El título se inspiró en las dos tandas de canciones del álbum:Invisible Empire, grabada en abril del 2012, es la mitad melancólica que aborda la muerte de su padre y el tema de la mortalidad, mientras la otra mitad,Crescent Moon, grabada en noviembre de 2012, está llena de canciones más etéreas, abordando cambios en su vida personal que ella hizo tras haberse separado de su marido. Estas trece canciones formaron un álbum que Tunstall calificó como "desde el corazón," inspirada en su divorcio con Luke Bullen y el fallecimiento de su padre.
Invisible Empire // Crescent Moonfue lanzado el 10 de junio de 2013, mientras que en Alemania y Australia fue lanzado el 7 de junio y en Japón y Canadá el 11 de junio. Mientras, la fecha de lanzamiento en Estados Unidos fue el 6 de agosto de 2013. Mientras, el primer sencillo, "Feel It All", fue lanzado mundialmente el 10 de junio y su video musical el 29 de abril. 
En su primera semana, el álbum entró a los charts del Reino Unido en el n.º 14 y tuvo un desempeño comercial modesto en Europa: alcanzó el n.º 52 en Bélgica, el n.º 84 en Holanda, el n.º 240 en Francia, el n.º 7 en Escocia, y el n.º 56 en Suiza. Por otra parte, el álbum recibió las mejores críticas y evaluaciones que Tunstall haya recibido en toda su carrera.
En 2013, Tunstall trabajó con Howe Gelb en Tucson, Arizona para su álbumThe Coincidentalist, y grabó un dueto en la canción "The 3 Deaths of Lucky". También, ella participa en el segundo episodio deThis is Jinsyel 5 de febrero de 2014, interpretando al músico de folk Briiian Raggatan.
Un año después de lanzar el álbum, Tunstall dejó Edimburgo para mudarse a Los Ángeles y comenzó una nueva carrera musical como compositora de bandas sonoras. Ella estudió composición de bandas sonoras en el Skywalker Ranch y compuso y cantó en las siguientes bandas sonoras:
- "Miracle" para la película Winter's Tale, con Colin Farrell, Russell Crowe, y Will Smith. La canción se lanzó el 14 de febrero de 2014.
- "We Could Be Kings" escrita con A. R. Rahman para la película de Disney Million Dollar Arm el 14 de mayo de 2014. La canción está incluida en Million Dollar Arm: Original Motion Picture Soundtrack, junto a otras canciones de Iggy Azalea, Sukhwinder Singh, entre otros.
- "Float", "Strange Sight", y un dueto con el músico Bleu en "1000 Years" para la versión británica de la película de DisneyTinker Bell y la bestia de Nunca Jamás". Fue lanzado el 19 de febrero de 2015.
- "Fit It" en september de 2015 para la película About Ray, con Naomi Watts, Elle Fanning y Susan Sarandon.

### 2015-presente: Trilogía de álbumes,KINyWAX
Para el año 2015, KT Tunstall anuncia estar trabajando en un nuevo álbum que se lanzaría el año 2016, trabajando junto a Tony Hoffer. Ella grabó el álbum en un estudio ubicado en Atwater Village, Los Ángeles, lugar que, según ella ha declarado, la inspiró demasiado para escribir las canciones. En un momento, un año después deInvisible Empire // Crescent Moon, consideró dejar de grabar discos y dedicarse de lleno a la composición de bandas sonoras para películas. "Paré. Me rendí. Ya no lo quería hacer nunca más", declaró Tunstall en una entrevista para Broadway World. Algunas cosas que la desmotivaron para hacer discos, fue Sin embargo, finalmente decidió grabar un nuevo álbum, el cual ha tituladoKIN. Sobre esto, Tunstall ha declarado: "La verdad es que por fin hice las paces con el hecho de ser una compositora de música pop. Este disco abrazaba demasiado mi dharma como artista, el cual es escribir canciones positivas que tengan músculo, pero que también muestren su vulnerabiidad."
En el año 2017, anunció queKINes el primer álbum de una trilogía y que estaba trabajando en su sexto álbum de estudio, el segundo de esta trilogía. Para agosto de 2018, anunció la realización de este nuevo álbum, tituladoWAX, parte de la trilogía ya mencionada, revelando además que es una trilogía conceptual de alma, cuerpo y mente. Mientras queKINtrataba el concepto del alma,WAXse enfocará en el concepto del cuerpo. Se publicó además su primer sencillo, el cual es "The River".
A principios del año 2020, Tunstall anunció que tras irse de gira con Hall & Oates, a finales de ese año comenzaría a trabajar en el tercer y último álbum de la trilogía, que trataría el tema de la mente.

## Actuaciones en directo
KT Tunstall es conocida por sus actuaciones en directo. Desde su primera aparición enLater with Jools holland, ha vuelto a este show cantando «Suddenly I see», "Under the weather", "Tangled Up in Blue" (también cantó la misma canción, así como "Simple Twist of Fate" y "This Wheel's on Fire" en un tributo a Bob Dylan en BBC) y una canción de Ella Fitzgerald ("Ain't Misbehavin'" de Fats Waller) con Jools Holland en el piano.
Terminó el 2005 en Hogmanay actuando en un concierto en Edimburgo en Gardengs junto a la banda escocesa Texas, siendo difundido también en el Hogmanay Live show de BBC Scotland.
Durante sus conciertos, Tunstall usa en el escenario un pedal AKAI E2 Headrush, al cual llama afectuosamente "Wee Bastard Pedal".
Actuó en directo en Times Square en Nueva York en la Nochevieja dos ocasiones la primera el 31 de diciembre de 2006 y la segunda 15 años después el 31 de diciembre de 2021, en esta última interpretó su propia versión de Imagine de John Lennon

## Premios
Sumando la nominación al PremioMercury Music, Tunstall recibió tres nominaciones a los Brit awards en 2006. Tunstall fue nominada como mejor actuación británica en directo, mejor artista revelación, y mejor solista británica. En la ceremonia del 15 de febrero del 2006, Tunstall cantó «Suddenly I see» y ganó el premio a la mejor solista. El 22 de enero de ese año, KT fue premiada con elEuropean Border Breakers Award, que reconoce a los artistas europeos con más ventas fuera de su país de origen.
En 2007 también recibió una nominación a los Grammy como "Mejor actuación pop femenina". No obstante, el premio fue para la canción de Christina Aguilera "Ain't no other Man".
- Q Music Awards 2005 — Best Track for "Black Horse and the Cherry Tree"
- BRIT Awards 2006 — Best British Female Solo Artist
- Ivor Novello Awards 2006 — Best Song Musically and Lyrically for «Suddenly I see»
- Scottish Style Awards 2006 — Most Stylish Band or Musician.

## Colaboraciones
Tunstall también aparece en la canción "Lazarus", de Sophie Solomon en el álbum Poison Sweet Madeira, y haciendo los coros para tres canciones: "Ladino Song", "Refugee", y "Yesterday's Mistake", como artista invitada en el Álbum de Oi Va VoiLaughter Through Tears (2003).También interpretó "Get Ur Freak On" de Missy Elliott y "Fake Plastic Trees" de Radiohead en Live Lounge. El séptimo sencillo de KT, "Another Place to Fall", vino con el cover de la canción "Fake Plastic Trees" de Radiohead. Aparece también en el último álbum de la cantante japonesa Yuki, en el cual escribió "Yume Miteitai" y "Birthday".
Fue la invitada musical en un episodio deThe Tonight Show with Jay Leno, interpretando "Black Horse and the Cherry Tree" y en su segunda aparición cantando «Suddenly I see».
KT también actuó enCartoon Network Fridaysen octubre de 2006. Tocó las canciones "Black Horse and the Cherry Tree" y «Suddenly I see».
La cantautora aparece también en el álbum de la banda Travis (escoceses como KT) "The Boy With No Name", donde colabora con su voz y guitarra en la canción "Under The Moonlight".
En 2021 colabora con Roger Taylor en el single "We're All Just Trying to Get By". Incluido meses después en  Outsider (álbum de Roger Taylor).

## Nombre
Cuando le preguntaron acerca de su apodo, "KT", en una entrevista previa a los Brit Awards hecha por Ken Bruce en BBC Radio 2, dijo que sólo era una abreviación de las iniciales de su nombre, Kate Tunstall. Mientras estaba estudiando en el Royal Holloway actuaba en un bar de estudiantes, bajo el nombre de "Katie". También era conocida como " Princess Street Busker" y titulaba la Hogmanay Celebration en 2006 en Edimburgo.
En una entrevista en XM Satellite Radio (Hear Music, Channel 75) en 2006 dijo que PJ Harvey fue la inspiración de la abreviación de su nombre.
En una entrevista, Tunstall reveló que prefiere usar su nombre artístico KT, ya que considera que su nombre de pila Kate "me recuerda a una voluptuosa mujer que le hornea pan a su hombre que trabaja en el campo. No tengo problema con eso, es solo que no es así como me veía a mí misma como una estrella de rock". También reveló que prefiere escribirlo como "KT" (como opuesto a Katie) para diferenciarse de la también cantante Katie Melua.

## Vida privada

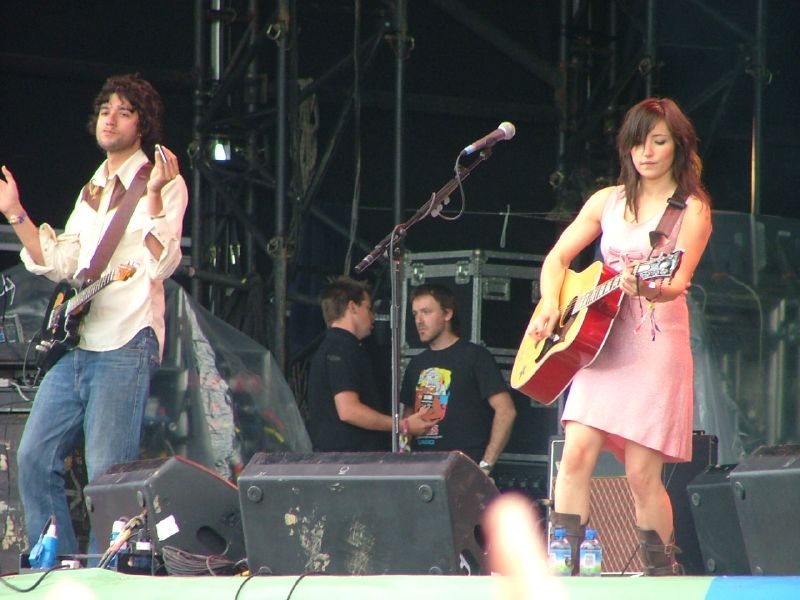
Imagen de Luke Bullen y KT Tunsall en el escenario

Tunstall comenzó a salir en 2003 con Luke Bullen, el baterista de su banda. Durante la Navidad de 2007, Bullen le propuso matrimonio y se casaron el 6 de septiembre de 2008. En mayo de 2013, deciden divorciarse, habiéndose separado el año anterior.
Debido a una condición de la niñez, Tunstall tenía un riñón demasiado reducido en tamaño, sometiéndose a cirugía en abril de 2007 para corregirlo.
En agosto de 2012, Tunstall sufre el repentino fallecimiento de su padre.
En 2008, Tunstall empezó a desarrollar problemas con su oído izquierdo. 10 años después, en el 2018, el problema empeoró, con Tunstall perdiendo el oído completamente en ese lado, resultando también en problemas de equilibrio.

## Curiosidades
- Tunstall creó cierta controversia en 2005 cuando atacó públicamente a la cantautora Dido, opinando que ella no sabía cantar después de que muchos admiradores compararan a las dos musicalmente. Después, Tunstall se disculpó, declarando que no quería estar envuelta en una disputa pública. Años más tarde, en una entrevista con North Wales Live en 2017, Tunstall aclaró que el comentario surgió en un momento de presión durante aquella entrevista pasada, dado que el periodista insistía en que ella opinara sobre el hecho de que ambas sonaban igual. "No quería sonar como Dido. Tenía mi propio sonido y no creía que nos parecíamos", explicó. También afirmó que sentía respeto por Dido y lamentaba lo ocurrido, añadiendo: "Fue más enojo con el periodista que con ella". Desde entonces, ha declarado que se ha disculpado con Dido en varias ocasiones.
- En mayo de 2006, "Black Horse and the Cherry Tree" fue interpretado dos veces por Katharine McPhee en American Idol y también por la joven cantante croata Nika Turkovic.
- «Suddenly I see» fue usada en los créditos de apertura de la película The Devil Wears Prada pero sin embargo esta canción no aparece en el CD de la Banda sonora de la película de 2006, además de haber sido escuchada en los créditos finales de la película Blind Date y también como música de despedida para las concursantes femeninas eliminadas del Reality de la FOX So you think you can dance. Fue también usada en la serie de la ABC Six Degrees, en la serie de la BBC Torchwood y cerró el primer episodio de la serie de TV Ugly Betty. Fue también usado en la telenovela brasileñaBelíssima. Fue usado en un episodio de la primera temporada de la serie de televisiónThe Loop. El videojuego Thrillville reproduce esta canción en las estaciones de radio de los parques de atracciones. Fue utilizada también en series como Entre Fantasmas (Temporada 2) y Medium (Temporada 3). Actualmente es utilizada en el comercial chileno de Nestea y en el comercial del nuevo desodorante de Rexona, Rexona extra fresh.
- Cuatro de sus canciones, incluyendo «Suddenly I see» fueron usadas en Grey's Anatomy. La versión Acoustic Extravaganza de "Universe & U" está en la BSO de la segunda temporada.
- «Suddenly I see» fue una de las nueve candidatas para la canción de campaña de Hillary Clinton.
- "Black Horse and the Cherry Tree" fue oída en un episodio de la serieAngela's Eyes, y en el episodio piloto y anuncios de la serieMen In Trees, y en el episodio 5 de la tercera temporada de The 4400.
- Aunque Tunstall actuó en muchos Talk Shows americanos, no fue hasta el 17 de enero de 2007 que fue entrevistada en uno, más concretamente The Ellen DeGeneres Show.
- La canción "Other Side of the World" es parte del Soundtrack de Smallville (serie de televisión).
- KT reveló su agradecimiento a sus seguidores homosexuales en una entrevista a un periódico. Ella también llevó puestos unos tirantes con el arcoíris en la portada de su álbum.
- "Black Horse And The Cherry Tree" fue usado en un programa de TV peruano llamadoHabacilar.
- En Argentina, la canción "Other Side of the World" fue la música de una de las publicidades de la marca Ford para su modelo Ford Focus.
- El sample inicial de «Suddenly I see» fue utilizado en el comienzo de uno de los episodios del programa de MTV "Quiero Mis Quinces".
- «Suddenly I see» también se usó para un promocional de la franja Nicktoons de Nickelodeon Latinoamérica.
- En 2010, se publicó un artículo, en el que supuestamente KT atacó a diversas artistas pop, entre ellas, a la cantante colombiana Shakira por el video de Loba, por usar imágenes sensuales para vender música y con ello ser malos ejemplos. Pero luego de que se publicara el artículo, KT aclaró en su cuenta de Twitter que todo era mentira, diciendo: "¡Hola, locos fans de Shakira! Yo creo que ella es muy talentosa. ¿Saben qué? Los tabloides tratan de crear peleas entre mujeres. No crean en todo lo que ustedes leen".
- La cantante chilena de 16 años Camila Silva interpretó "Other Side of the World" en su audición para el programa de televisión Talento chileno (versión chilena de Britain's Got Talent), obteniendo el peak de audiencia del programa, junto con la ovación del jurado y del público. Posteriormente Camila ganaría la competición. Además la canción regresó a la lista Top 100 de Chile en la ubicación número 91 producto de las ventas digitales y radios tras su presentación.
- "Black Horse and the Cherry Tree" fue usado el spot publicitario Mall Costanera Center.

## Discografía

### Grabaciones anteriores
- Tracks In July (2000)
  - Este fue un demo de KT que nunca fue lanzado a la venta. La única pista que fue lanzada desde este álbum en su forma original es "Little Favours", en el "Under The Weather" 7" vinyl. "Gone To The Dogs" y "Change" fueron regrabados para el álbumAcoustic Extravaganza. "Little Favours" y "Paper Aeroplane" fueron regrabados en el álbumDrastic Fantastic.
    - Este álbum fue grabado acústicamente por la misma KT, en el cual solo participan la propia KT y su guitarra acústica.
    - Hay muchas copias falsas a la venta en eBay, aún hay algunas copias originales, las cuales se saben que están a la venta por al menos £150.

- KT Toons '03 (2003)
  - Este fue otro álbum demo de KT que tampoco fue nunca comercializado.
    - Estas pistas fueron grabadas en un estudio, y participaron percusión, guitarra eléctrica, teclados. No fue acústicamente grabado comoTracks In July.
    - Una demo versión de "Other Side Of The World" desde este álbum, y una canción llamada "If Only" estaban disponibles para descargarse desde el sitio web oficial de KT, después de que ella firmase un acuerdo. "If Only" fue regrabada para el álbumDrastic Fantastic, junto conFunnyman y Saving My Face.
    - Las pistas mencionadas están circulando en Internet, y están disponibles para descargarse desde algunas fuentes. Su sencillo, «Suddenly I see» hizo su debut hace más de un año y volvió a las listas Australianas en el puesto 15 en marzo del 2007, y pasaban las semanas y saltó a la lista de los diez primeros alcanzando el puesto n.º 6; fue nombrado sencillo de Oro (35.000 copias) el 23 de marzo. Su álbum volvió a colocarse en el puesto 43 de las listas en esa misma fecha.

- One Night In Gaia (2004)
  - Fue un EP promocional, grabado en directo en elGaia Music Londonen 2004.
    - La versión en directo de "One Day" desde este EP fue puesto a la venta en el sencillo deBlack Horse & The Cherry Tree, y la versión de "Immune" de este EP fue lanzado comercialmente en USA en el"Eye To The Telescope - Deluxe Edition"

### Álbumes de estudio
| Álbum                                      | Información |
| ------------------------------------------ | --- |
| Eye to the Telescope (2004)                | - Fue el álbum debut de KT - Fecha de lanzamiento:: 13 de diciembre del 2004 - Discográfica : Virgin, Relentless - Posiciones Lista musicales: #3 UK; #33 U.S.; #41 Canadá; #43 Australia. - Desde enero del 2005 más de 2.6 millones de copias fueron vendidas. - Black Horse And Cherry Tree se posicionó en el #12 a nivel mundial seguido de Other side Of The World Que se posicionó en el #5 En el conteo de los 100 más pedidos del 2005, en México apareció en la posición 20 other side of the world |
| KT Tunstall's Acoustic Extravaganza (2006) | - Disponible al principio a través de su página web oficial. Fecha de lanzamiento oficial: 5 de octubre del 2006 vía Relentlesss. - CD/DVD Album - Grabado en un día en la isla de Skye - Fecha lanzamiento:: 15 de mayo de 2006 (Solamente para la página web), 5 de octubre de 2006 (Lanzamiento mundial) - Discográfica: Virgin, Relentless |
| Drastic Fantastic (2007)                   | - Es el álbum posterior a Eye to the Telescope. - grabado en los famosos Rockfield Studios en Gales. - Fecha lanzamiento: 11 de septiembre de 2007 - Discográficas: Virgin, Relentless |
| Tiger Suit (2010)                          | - Es el álbum posterior a Drastic Fantastic. - grabado en el famoso Hansa Tonstudio en Berlín. - Fecha lanzamiento: 20 de septiembre de 2010 - Discográficas: Virgin, Relentless |
| Invisible Empire // Crescent Moon (2013)   | - Es el álbum posterior a Tiger Suit. - Fecha lanzamiento: 6 de agosto de 2013 - Discográficas: Virgin |
| KIN (2016)                                 | - Es el álbum posterior a Invisible Empire // Crescent Moon. - Fecha lanzamiento: 9 de septiembre de 2016 - Discográficas: Caroline Records, Sony/ATV Music Publishing |
| WAX (2018)                                 | - Es el álbum posterior a KIN. - Fecha lanzamiento: 5 de octubre de 2018 - Discográficas: Virgin |

### EP
| Año  | Detalles |
| ---- | --- |
| 2004 | False Alarm - Lanzado 11 de octubre de 2004 - Discográfica: Relentless (RELCD #12) - Formatos: LP, descarga digital                                                       |
| 2007 | Have Yourself a Very KT Christmas - Lanzado 14 de octubre de 2007 - Discográfica: EMI (#5099950772421) - Formatos: CD - Lanzado exclusivamente a tiendas Target en los US |
| 2011 | The Scarlet Tulip EP - Lanzado 1 de mayo de 2011 - Discográfica: Independiente - Formatos: Descarga digital                                                               |
| 2016 | Golden State EP - Lanzado 16 de julio de 2016 - Discográfica: Caroline, Sony/ATV Music - Formatos: Descarga digital, CD                                                   |

### Sencillos
| Año  | Título                            | Mejores posiciones en listas | Mejores posiciones en listas | Mejores posiciones en listas | Mejores posiciones en listas | Mejores posiciones en listas | Mejores posiciones en listas | Mejores posiciones en listas | Certificaciones                           | Álbum                             |
| Año  | Título                            | U.K.                         | ALE                          | BEL                          | IRL                          | PB                           | SUI                          | USA                          | Certificaciones                           | Álbum                             |
| ---- | --------------------------------- | ---------------------------- | ---------------------------- | ---------------------------- | ---------------------------- | ---------------------------- | ---------------------------- | ---------------------------- | ----------------------------------------- | --------------------------------- |
| 2004 | «Throw Me a Rope»                 | —                            | —                            | —                            | —                            | —                            | —                            | —                            |                                           | False Alarm                       |
| 2005 | «Black Horse and the Cherry Tree» | 28                           | 51                           | 8                            | 16                           | 80                           | 92                           | 20                           | - CAN: Platino                            | Eye to the Telescope              |
| 2005 | «Other Side of the World»         | 13                           | —                            | —                            | 25                           | 21                           | —                            | —                            |                                           | Eye to the Telescope              |
| 2005 | «Suddenly I See»                  | 12                           | 89                           | —                            | 25                           | 20                           | 46                           | 21                           | - AUS: Plata - CAN: Platino - U.K.: Plata | Eye to the Telescope              |
| 2005 | «Under the Weather»               | 39                           | —                            | —                            | —                            | —                            | —                            | —                            |                                           | Eye to the Telescope              |
| 2006 | «Another Place to Fall»           | 52                           | —                            | —                            | —                            | —                            | —                            | —                            |                                           | Eye to the Telescope              |
| 2007 | «Hold On»                         | 21                           | 100                          | 12                           | 39                           | 46                           | 26                           | 104                          |                                           | Drastic Fantastic                 |
| 2007 | «Saving My Face»                  | 50                           | —                            | —                            | —                            | —                            | 93                           | —                            |                                           | Drastic Fantastic                 |
| 2008 | «If Only»                         | 45                           | —                            | —                            | —                            | —                            | —                            | —                            |                                           | Drastic Fantastic                 |
| 2010 | «Fade Like a Shadow»              | —                            | —                            | —                            | —                            | —                            | —                            | —                            |                                           | Tiger Suit                        |
| 2010 | «(Still a) Weirdo»                | 39                           | —                            | 11                           | —                            | —                            | —                            | —                            |                                           | Tiger Suit                        |
| 2010 | «Glamour Puss»                    | —                            | —                            | —                            | —                            | —                            | —                            | —                            |                                           | Tiger Suit                        |
| 2013 | «Feel It All»                     | —                            | —                            | —                            | —                            | —                            | —                            | —                            |                                           | Invisible Empire // Crescent Moon |
| 2013 | «Invisible Empire»                | —                            | —                            | —                            | —                            | —                            | —                            | —                            |                                           | Invisible Empire // Crescent Moon |
| 2013 | «Made of Glass»                   | —                            | —                            | —                            | —                            | —                            | —                            | —                            |                                           | Invisible Empire // Crescent Moon |
| 2013 | «Come On, Get In»                 | 110                          | —                            | —                            | —                            | —                            | —                            | —                            |                                           | Tiger Suit                        |